# Електропроводка
Електропрово́дка — сукупність проводів і кабелів з кріпленнями, деталями монтажу та захисту, які прокладені на поверхні чи всередині конструктивних елементів споруд.

## Загальні визначення
Струною як тримальним елементом електропроводки називається сталевий дріт, натягнутий щільно до поверхні стіни, стелі тощо, призначений для кріплення до нього проводів, кабелів або їх пучків.
Смугою як тримальним складником електропроводки, називається металева штаба, закріплена впритул до поверхні стіни, стелі тощо, призначена для кріплення до неї дротів, кабелів або їх пучків.
Тросом, як тримальним елементом електропроводки називається сталевий дріт або сталевий канат, натягнуті в повітрі, призначені для підвішування до них проводів, кабелів або їх пучків.
Коробом називається закрита порожниста конструкція прямокутного або іншого перерізу, призначена для прокладання в ній проводів і кабелів. Короб має служити захистом від механічних пошкоджень прокладених у ньому проводів і кабелів.
Короби можуть бути глухими або з кришками, які відкриваються, із суцільними або перфорованими стінками і кришками. Глухі короби повинні мати тільки суцільні стінки з усіх боків і не мати кришок.
Короби можуть застосовуватися в приміщеннях і зовнішніх установках.
Лотком називається відкрите пристосування, призначене для прокладання по ньому проводів і кабелів. Лоток не є захистом від зовнішніх механічних пошкоджень прокладених на ньому проводів і кабелів. Лотки мають виготовлятися з вогнетривких матеріалів. Вони можуть бути суцільними, перфорованими або ґратчастими. Лотки можна застосовувати в приміщеннях і зовнішніх установках.

## Види

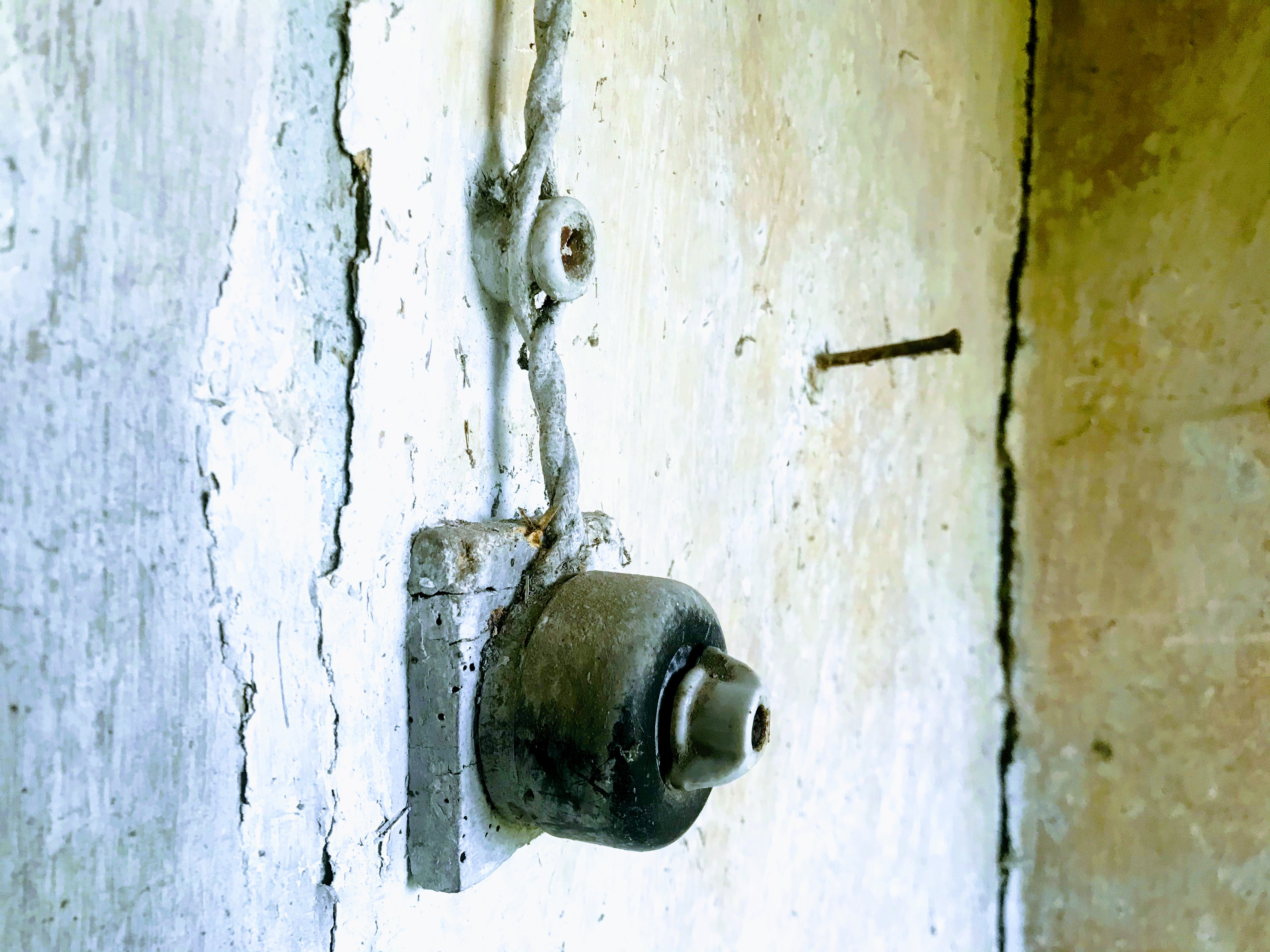
Відкрита електропроводка по внутрішнім стінам з використанням керамічних ізоляторів, 1920-1940 роки, Вінницька область, с. Лани.

Відкрита електропроводка — прокладена по поверхні стін, стель і інших будівельних елементів будинків і споруджень.
При відкритій електропроводці застосовуються наступні способи прокладки проводів і кабелів: безпосередньо по поверхні стін, стель тощо, на струнах, тросах, роликах, ізоляторах, у трубах, коробах, гнучких металевих рукавах, на лотках, в електротехнічних плінтусах і лиштвах, вільною підвіскою тощо Відкрита електропроводка може бути постійною, пересувною і переносною.
Схована електропроводка — прокладена усередині конструктивних елементів будинків і споруджень (у стінах, підлогах, фундаментах, перекриттях, а також по перекриттях у підготовці підлоги, безпосередньо під знімною підлогою тощо).
При схованій електропроводці застосовуються наступні способи прокладки проводів і кабелів: у трубах, гнучких металевих рукавах, коробах, замкнутих каналах і порожнечах будівельних конструкцій, у борознах, що заштукатурюються, під штукатуркою, а також замуровуванням у будівельній конструкції під час їх виготовлення.
Зовнішня електропроводка — прокладена по зовнішніх стінах будинків і споруджень, під навісом тощо, а також між будинками на опорах (не більш чотирьох прольотів довжиною до 25 м кожний) поза вулицями, доріг тощо Зовнішня електропроводка може бути відкритою і схованою.

### Зовнішня електропроводка
Зовнішньою електропроводкою називається електропроводка, прокладена по зовнішніх стінах будівель і споруд, під навісами тощо, а також між будівлями на опорах (не більше чотирьох прогонів завдовжки до 25 м кожний) поза вулицями, дорогами тощо.
Зовнішня електропроводка може бути відкритою і прихованою.
Вводом від повітряної лінії електропередавання називається електропроводка, яка сполучає відгалуження від ПЛ із внутрішньою електропроводкою, рахуючи від ізоляторів, установлених на зовнішній поверхні (стіні, даху) будівлі або споруди, до затискачів ввідного пристрою.

## Загальні вимоги
Допустимі тривалі струми на проводи і кабелі електропроводки мають прийматися згідно з гл. 1.3 Правил влаштування електроустановок з урахуванням температури довкілля і способу прокладання.
У сталевих та інших механічно міцних трубах, рукавах, коробах, лотках і замкнутих каналах будівельних конструкцій будівель допускається спільне прокладення проводів і кабелів (за винятком взаєморезервованих):
1. Усіх кіл одного агрегату;
2. Силових і контрольних кіл декількох машин, панелей, щитів, пультів тощо, пов'язаних технологічним процесом;
3. Кіл, які живлять складний світильник;
4. Кіл декількох груп одного виду освітлення (робочого або аварійного) із загальним числом проводів у трубі що не перевищує восьми;
5. Освітлювальних кіл до 42 В з колами понад 42 В за умови укладання проводів кіл до 42 В в окрему ізоляційну трубу.

В одній трубі, рукаві, коробі, пучку, замкнутому каналі будівельної конструкції або на одному лотку заборонено спільне прокладення взаєморезервованих кіл, кіл робочого і аварійного (евакуаційного) освітлення, а також кіл до 42 В з колами понад 42 В. Прокладення цих кіл допускається лише в різних відсіках коробів і лотків, які мають суцільні поздовжні перегородки з межею вогнестійкості, не меншою ніж 0,25 год, з вогнетривкого матеріалу.
Допускається прокладати кола аварійного (евакуаційного) і робочого освітлення з різних зовнішніх боків профілю (швелера, кутика тощо).
У кабельних спорудах, виробничих приміщеннях та електроприміщеннях, для електропроводки слід застосовувати проводи і кабелі з оболонками тільки з важкоспалимих або вогнетривких матеріалів, а незахищені проводи з ізоляцією тільки з важкоспалимих або вогнетривких матеріалів.

### Вимоги до монтажу електропроводок
З'єднання жил проводів і кабелів повинно проводитися за допомогою пайки, зварювання, опресування і болтових з'єднань. З'єднання за допомогою скруток не допускається. Правила виконання з'єднань жил провідників регламентуються нормативним документом ВСН 139.
У місцях з'єднання й відгалуження проводи і кабелі не повинні зазнавати механічних навантажень.
Для живлення переносних і пересувних електричних споживачів слід застосовувати шнури і гнучкі кабелі або гнучкі проводи з багатодротовими мідними жилами. Якщо є потреба, проводка повинна мати захист від механічних пошкоджень.
У місцях, де можливі механічні пошкодження проводів і кабелів, вони повинні захищатися оболонкою з достатньою тривкістю або прокладатися в металорукаві, трубі, коробі тощо конструкціях.
При перетинанні двох ізольованих проводів якщо хоча б один із них не захищений, цей провід потребує додаткової ізоляції у місці перетинання.
При паралельному прокладанні проводів або кабелів із трубопроводами відстань між ними повинна бути не менше 10 см, а якщо по трубопроводах транспортуються ГР, ЛЗР, ГГ, то відстань повинна бути не менше 40 см.
Труби, короби, гнучкі металорукави повинні прокладатися так, щоб усередині них не накопичувалася вода.

### Вимоги до експлуатації електропроводок
У процесі експлуатації електричних мереж і електроустановок ізоляція піддається різним ушкодженням (механічним, хімічним, тепловим тощо), а також старінню, у результаті чого погіршуються її властивості (в основному зменшується активний опір). Для виявлення дефектів проводиться періодичний контроль ізоляції, який полягає у вимірі її активного опору.
Контроль ізоляції підрозділяється на приймально-здавальний, періодичний і постійний.
Приймально-здавальний контроль ізоляції здійснюється при введенні в експлуатацію електромереж — нових або відремонтованих.
Періодичний контроль ізоляції полягає у періодичному замірі її опору в діючій електричній мережі чи електроустановці. Замір опору ізоляції електричних мереж має проводитися в особливо вологих та жарких приміщеннях, у зовнішніх установках, а також у приміщеннях із хімічно активним середовищем у повному обсязі не рідше 1 разу на рік, в інших випадках — 1 раз на 2 роки, якщо інші терміни не обумовлені «Правилами технічної експлуатації електроустановок споживачів».
Вимірювання опору ізоляції необхідно здійснювати на вимкненій електроустановці чи ділянці мережі. Вимірюють опір ізоляції кожної фази відносно землі і між фазами на кожній ділянці між двома послідовно встановленими апаратами захисту.
Опір ізоляції кожної ділянки в мережах напругою до 1000 В повинен бути не нижче 0,5 МОм на фазу. Для періодичного контролю ізоляції застосовують мегомметри типів М4100, Ф4102 та інші.